# Війна торговців
Війна торговців (англ. The Merchants' War) — науково-фантастичний роман американського письменника Фредеріка Пола, вперше опублікований 1984 року.
Роман є продовження роману «Торговці космосом».
Агенти транснаціональних корпорацій з Землі намагаються підірвати стабільність колонії на Венері. Історія двох працівників рекламної компанії переміщується з колонії на Землю, де один із них, Теннісон Тарб, бореться із залежністю та її впливом на його рекламну кар'єру. Зрештою він розкриває змову «Віні», щоб нейтралізувати Землю, і йому доводиться обирати сторону. Як і в попередній книзі, герої не такі, якими здаються, і лояльність головного героя різко змінюється.

## Зміст
Колонія на Венері організована і очолена Мітчом Куртене, за 40 років зуміла розвинутись до 800 тисяч осіб та отримати політичну незалежність.
Талановитий копірайтер Теннісон Тарб об'єднаного рекламного агентства «Таунтон, Гетчуайлер і Шокен» відряджений на 5 років до посольства Землі на Венері.
Він є коханцем і помічником голови резидентури землян Мітці Ку.
Венеріанці підлаштовують їм дорожній інцидент, щоб підмінити Мінці на свого агента та відправити його на Землю.
Однак Тарб виживає та теж повертається на Землю.
Відвиклий від агресивної реклами він одразу ж отримує залежність від наркотичної Мока-коли.
Агенція понижує його до кур'єра, а «Мітці» уникає його. «Мітці» стає співвласником його агентства.
Тарб живе серед рядових споживачів і бачить такі наслідки реклами як: наркоманія, лудоманія, колекціонування купонів та рекламних сувенірів.
Він використовує знання трюків реклами, щоб дещо полегшити своє життя, як, наприклад, наспівує рекламу знайомого, але відсутнього у магазині товару, щоб позбутися черги перед касою.
Однак він не в силах позбутись своєї залежності.
«Мітці» симпатизує йому та призначає у відділ Рекламування Ідей. Тарб комерціалізує екзотичні релігії, Масонські Ложі та спільноти взаємної допомоги. Далі він переходить до політики і підбирає найбільший пул кандидатів для виборів всіх рівнів.
«Мітці» йде з агентства, але перед цим звільняє Тарба та забирає його відділ у нове власне агентство.
Тарб потрапляє до армії та змушений брати участь у нападі на первісне суспільство уйгурів задля його комерціалізації (комерціалізують все включно з Різдвом та похоронами).
Його виганяють із армії і він залишається на вулиці.
Він підозрює, що армія тренується захопити колонію на Венері, а венеріанське підпілля, серед якого багато керівників у рекламній галузі, намагається послабити спроможності Землі, в тому числі і через недоброякісну рекламу.
Він вирішує не приставати ні на чий бік, а викрити негативні зусилля обох сторін і знайти шлях до взаємопорозуміння.